# Denis Gankin
Denis Pavlovich Gankin (kazakh : Денис Павлович Ганькин, né le 13 décembre 1989 à Taldykourgan dans l'Oblys d'Almaty au Kazakhstan) est un archer kazakh. Son frère, Artyom, est également un archer représentant le Kazakhstan.

## Biographie
Le premier titre continental de Gankin est en 2011, alors qu'il remporte l'or à l'épreuve par équipe mixte de l'arc classique. Ses premiers Jeux olympiques ont lieu en 2012.

## Palmarès
- Jeux olympiques[3]
  - 17e à l'individuel homme aux Jeux olympiques d'été de 2012 à Londres.

- Coupe du monde[2]
  -  Médaille d'or à l'épreuve par équipe homme à la coupe du monde 2017 de Shanghai.
  -  Médaille d'argent à l'épreuve par équipe homme aux coupe du monde 2017 de Antalya.

- Championnats d'Asie[2]
  -  Médaille d'or à l'épreuve par équipe mixte aux championnats d'Asie 2011 à Téhéran.
  -  Médaille de bronze à l'épreuve par équipe homme aux championnats d'Asie 2011 à Téhéran.